# Хаїтхам Асірі
Хаїтхам Асірі (араб. هيثم عسيري, нар. 1 липня 2001, Ер-Ріяд) — саудівський футболіст, нападник клубу «Аль-Аглі» і національної збірної Саудівської Аравії.

## Клубна кар'єра
Народився 1 липня 2001 року в Ер-Ріяді. Вихованець футбольної школи клубу «Аль-Аглі». Дорослу футбольну кар'єру розпочав 2019 року в основній команді того ж клубу.

## Виступи за збірні
2022 року залучався до складу молодіжної збірної Саудівської Аравії. На молодіжному рівні зіграв у 7 офіційних матчах, забив 1 гол.
2021 року провів свою першу гру в складі національної збірної Саудівської Аравії. Наступного року був включений до її заявки чемпіонату світу 2022 в Катарі. Дебютував на турнірі, вийшовши на заміну у першій же грі своєї команди, в якій вона сенсаційно здолала аргентинців з рахунком 2:1.
| Дата       | Місто                   | Господарі         | Результат | Гості             | Турнір                                | Голи | Примітки |
| ---------- | ----------------------- | ----------------- | --------- | ----------------- | ------------------------------------- | ---- | -------- |
| 1-12-2021  | Ер-Раян (муніципалітет) | Саудівська Аравія | 0 – 1     | Йорданія          | Кубок арабських націй 2021 - 1-й етап | -    | 69'      |
| 4-12-2021  | Ер-Раян (муніципалітет) | Палестина         | 1 – 1     | Саудівська Аравія | Кубок арабських націй 2021 - 1-й етап | -    | 60'      |
| 7-12-2021  | Доха                    | Марокко           | 1 – 0     | Саудівська Аравія | Кубок арабських націй 2021 - 1-й етап | -    | 65'      |
| 27-9-2022  | Мурсія                  | Саудівська Аравія | 0 – 0     | США               | товариський матч                      | -    | 31'      |
| 26-10-2022 | Абу-Дабі                | Саудівська Аравія | 1 – 1     | Албанія           | товариський матч                      | -    |          |
| 30-10-2022 | Абу-Дабі                | Саудівська Аравія | 0 – 0     | Гондурас          | товариський матч                      | -    |          |
| 10-11-2022 | Абу-Дабі                | Саудівська Аравія | 1 – 1     | Панама            | товариський матч                      | 1    | 61'      |
| 16-11-2022 | Ер-Ріяд                 | Саудівська Аравія | 0 – 1     | Хорватія          | товариський матч                      | -    | 61'      |
| 22-11-2022 | Лусаїл                  | Аргентина         | 1 – 2     | Саудівська Аравія | ЧС 2022 - 1-й етап                    | -    | 89'      |
| Усього     |                         | Матчів            | 9         |                   | Голів                                 | 1    |          |